# MV Agusta 175 CSS
Die MV Agusta 175 CSS war ein Motorrad des italienischen Herstellers MV Agusta, das von 1954 bis 1958 gebaut wurde. Wegen seiner besonderen Tankform wurde das Motorrad als Disco Volante („Fliegende Untertasse“) bekannt. Insgesamt wurden 500 Exemplare gebaut.

## Entwicklung und Technik
Die MV Agusta 175 wurde 1952 vorgestellt. Für MV Agusta war dieses Motorrad ein Meilenstein, da nun ein Viertaktmotor in Serie gefertigt wurde, der mit obenliegender Nockenwelle für hohe Fahrleistungen ausgelegt war. Die mit einer Kette angetriebene Nockenwelle betätigte über Kipphebel die zwei hängenden und von Haarnadel-Ventilfedern gehaltenen Ventile im Leichtmetallzylinderkopf. Der um 10° in Fahrtrichtung geneigte Motor (Bohrung/Hub 59,5 × 62 mm) erreichte mit einem 18-mm-Dell’Orto-Vergaser zunächst 8 PS (6 kW) bei 5600 min−1, später, mit einem 22-mm-Vergaser 11 PS (8 kW) bei 6700 min−1 bei der CS. Damit hob sich MV Agusta von der Konkurrenz ab. Touren- (CST/CSTL) und Sportversionen (CS) der MV Agusta 175 folgten 1953. Das Supersportmodell, die MV Agusta 175 CSS, wurde 1954 vorgestellt und im Gegensatz zu den Touren- und Sportversionen auch mit Earles-Gabel angeboten; es kostete in dieser Version 280.000 Lire.

„Die italienischen Motorradfans brachten die Form des Kraftstoffbehälters mit einem Gefährt aus einer anderen Galaxie in Verbindung.“

 Damit erhielt die MV Agusta 175 CSS ihren Spitznamen, der so auch in die Modell-Historie des Herstellers übernommen wurde.

## Modellvarianten

### 175 CST
Die 175 CST (Categoria Sport Turismo) war eines der ersten Modelle der Reihe. Dieses Touring-Modell hatte einen Doppelschleifenrahmen mit Rohren für den Vorderbau und gepressten Stahlelementenfür das Heck. Die Federung bestand aus einer Teleskopgabel vorne und einer Schwinge mit hydraulischen Dämpfern hinten. Die Räder hatten einen Durchmesser von 17 Zoll. Für Fahrer und Beifahrer wurden getrennte Sättel verwendet. Der 175-cm³-OHC-Motor leistete 8 PS (6,0 kW) bei 5600/min, die Höchstgeschwindigkeit betrug 100 km/h.
Dieses Modell ist in der Geschichte von MV Agusta besonders wichtig: Es ist das erste Serienmotorrad mit einem 4-Takt-Motor. Es war ein sehr wichtiger Schritt hin zu einer neuen Generation äußerst interessanter Motoren. Der Einsatz eines SOHC-Motors war fortschrittlich und die Leistung war sehr gut. Die Version mit 17-Zoll-Rädern hatte einen schwarzen Rahmen, Gabel und Stoßdämpfer sowie einen olivfarbenen Tank und Schutzbleche. Die Version mit 19-Zoll-Rädern war komplett schwarz mit rotem Tank.
- Produktionsjahre: 1954–1955
- Produzierte Einheiten: ca. 2500 mit 17-Zoll-Rädern / ca. 4000 mit 19-Zoll-Rädern.
- Verkaufspreis: 235.000 Lire

### 175 CSTL
Die 175 CSTL (Categoria Sport Turismo Lusso) war ein weiteres Tourenmodell, abgeleitet von der CST (1954). Sie hatte jedoch größere 19-Zoll-Räder und eine „lange rot-schwarze Sitzbank“ statt separater Sättel, und einen neuen roten Benzintank mit schwarzen Akzenten.
- Produktionsjahre: 1955–1956
- Produzierte Einheiten: ca. 9500
- Verkaufspreis: 220.000 Lire

### 175 CS
Das Sportmodell 175 CS (Categoria Sport Turismo) wurde 1954 eingeführt. Es verfügte über einen niedrigeren Lenker und eine sportlichere Sitzposition. Der Motor war mit einem größeren 22-mm-Vergaser ausgestattet und leistete 11 PS (8,2 kW) bei 6700/min, was eine Höchstgeschwindigkeit von 110 km/h ermöglichte.
Die italienischen Motorradfans verbanden die Form des Kraftstofftanks (beim 1954er-Modell) mit einem „Fahrzeug aus einer anderen Galaxie“, was der MV Agusta 175 CS ihren Spitznamen Disco Volante (Fliegende Untertasse) einbrachte, der auch in die Modellgeschichte des Herstellers übernommen wurde. Die Modelle von 1955 und 1956 hatten ein anderes Benzintankdesign. Zu einem erschwinglichen Preis war dieses Modell eine gute Basis für den Wettbewerbseinsatz. Das CS-Modell wurde auch in Spanien von Avello in Lizenz hergestellt.
- Produktionsjahre: 1954–1956
- Produzierte Einheiten: ca. 4500
- Verkaufspreis: 235.000/260.000 Lire[7]

### 175 CS 57
Eine aktualisierte Version der 175 CS wurde 1957 eingeführt. Sie hatte den gleichen Motor wie die Vorgängerserie, war jetzt aber mit einer Dynamozündanlage und einem überarbeiteten Auspuff ausgestattet. Das Fahrgestell hat eine hydraulische Gabel.
- Produktionsjahre: 1957–1958
- Produzierte Einheiten: ca. 500
- Verkaufspreis: 248.000 Lire[8]

### 175 CSS
Im Juli 1954 wurde das Supersportmodell 175 CSS (Categoria Sport Super) vorgestellt. Es ist eines der bekanntesten Motorräder in der Geschichte von MV Agusta und wurde oft im Rennsport eingesetzt. Der Motor wurde gegenüber dem CS-Modell weiterentwickelt, einschließlich eines höheren Verdichtungsverhältnisses und eines größeren Vergasers, um 15 PS (11 kW) bei 8800/min zu leisten. Das Fahrwerk war das Gleiche wie beim CS-Modell, außer dass es mit einer Earles-Gabel ausgestattet war. Die Benzintank-Form der CS wurde beibehalten, daher wurde auch dieses Modell auch als Disco Volante bezeichnet. Sie ist ein seltenes und begehrtestes Modell der Serie, nur etwa 500 Exemplare dieser Version produziert wurden.
- Produktionsjahre: 1954
- Produzierte Einheiten: 500
- Verkaufspreis: 280.000 Lire[9]

### 175 CSGT
Die 175 CSGT (Categoria Sport Gran Turismo), auch bekannt als Turismo Monoalbero, wurde erst 1957 hergestellt. Es handelte sich um eine gehobene GT-Version (Gran Turismo) des CS-Modells. Der Motor stammte von der CS 57, hatte jedoch eine geänderte Zündanlage, der Zylinder und der Zylinderkopf wurde vom CSTL-Modell (1955) übernommen, wodurch die Leistung etwas reduziert war. Das Fahrwerk hatte jetzt eine Teleskopgabel.
- Produktionsjahre: 1957
- Produzierte Einheiten: ca. 500
- Verkaufspreis: 240.000 Lire[10]

### 175 CST
Die 175 CST (Categoria Sport Turismo) war nicht lange auf dem Markt, da sie von den Kunden nicht angenommen wurde. Der Grund war, dass obwohl das Modell den Hubraum von 175 cm³ beibehielt, hier kein SOHC-Motor mit Nockenwellen, sondern die einfachere Stößelstangen-Technik zum Einsatz kam. Diese Technik, im italienischen „Aste e bilancieri“ führten auch zum Oberbegriff „AB-Modelle“.
Mit der Einführung dieser AB-Maschinen im Jahr 1957 hoffte man, dass diese einfacheren, günstigeren Modelle ein größeres Publikum ansprechen würden. Es wurden verschiedene Ausstattungsvarianten angeboten: Economica, Turismo, America und America Lusso, die alle den Schubstangen-Motor verwendeten, der 8 PS (6,0 kW) bei 5200/min leistete, was eine Höchstgeschwindigkeit von 100 km/h ermöglichte.
Die stark reduzierte Leistung und die große Ähnlichkeit zum Vorgängermodell führten dazu, dass sich viele gegen den Kauf entschieden.
- Produktionsjahre: 1958–1960
- Produzierte Einheiten: ca. 6000
- Verkaufspreis: 225.000 Lire

### 235 Tevere
Diese hubraumvergrößerte Version der 175er „AB-Modelle“ wurde 1959 eingeführt. Die Bohrung des Stoßstangenmotors wurde auf 69 mm vergrößert, um einen Hubraum von 232 cm³ zu erreichen. Bis auf die Farbe des Benzintanks waren die optischen Unterschiede zwischen den Modellen der 175er-Reihe und den 235ern minimal. Der Verkauf verlief schleppend, da die meisten Käufer, die sich eine größere Maschine als 175 cm³ anschaffen wollten, die „vollen“ 250 cm³ der MV Agusta 250 Raid bevorzugten.
Eine Variante wurde auch in Spanien von Avello in Lizenz hergestellt und dort als 235 Deva vermarktet.
- Produktionsjahre: 1959
- Produzierte Einheiten: ca. 1000
- Verkaufspreis: k. A.

## Rennversionen
Von dieser Baureihe wurde auch eine speziell für den Rennsport vorbereitete MV Agusta 175 CSS-5V (alternativ auch als Squalo „Hai“ bezeichnet) angeboten. Eine käufliche Straßenversion der Squalo hatte Scheinwerfer und Schalldämpfer.
Eine leistungsgesteigerte Werksmaschine mit zwei obenliegenden Nockenwellen und einer Leistung von 25 PS (18 kW) bei 11.500 min−1, die auf der MV Agusta 125 Bialbero basierte, wurde als MV Agusta 175 Bialbero von 1955 bis 1958 gebaut.

## Bilder

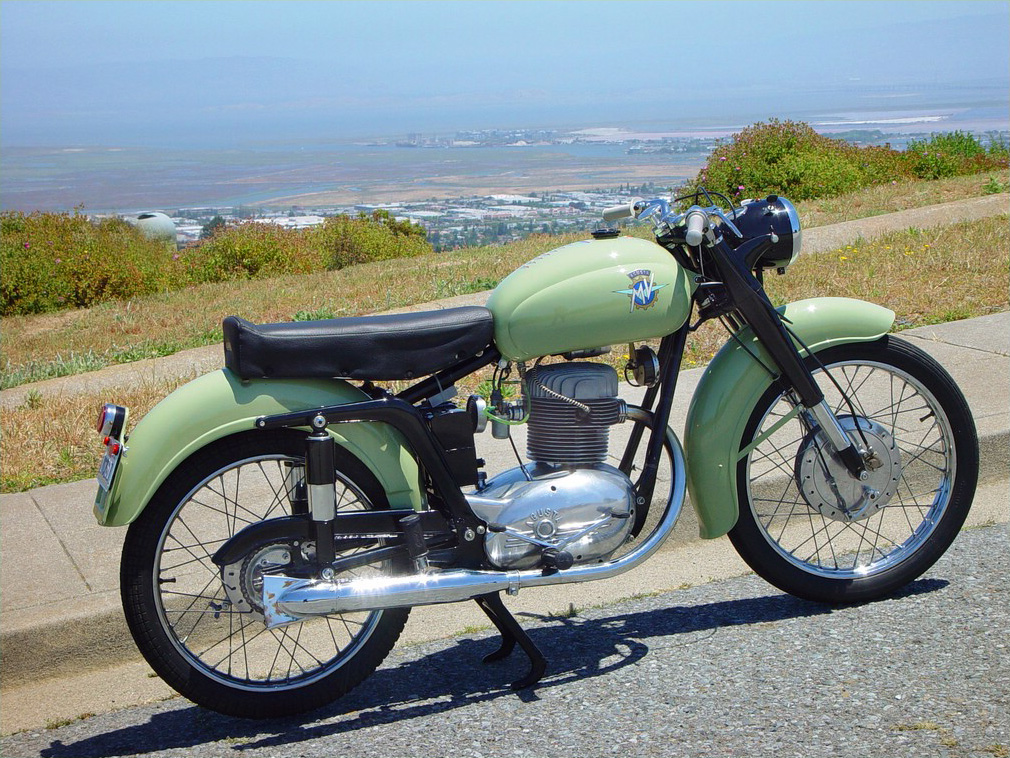
CSTL
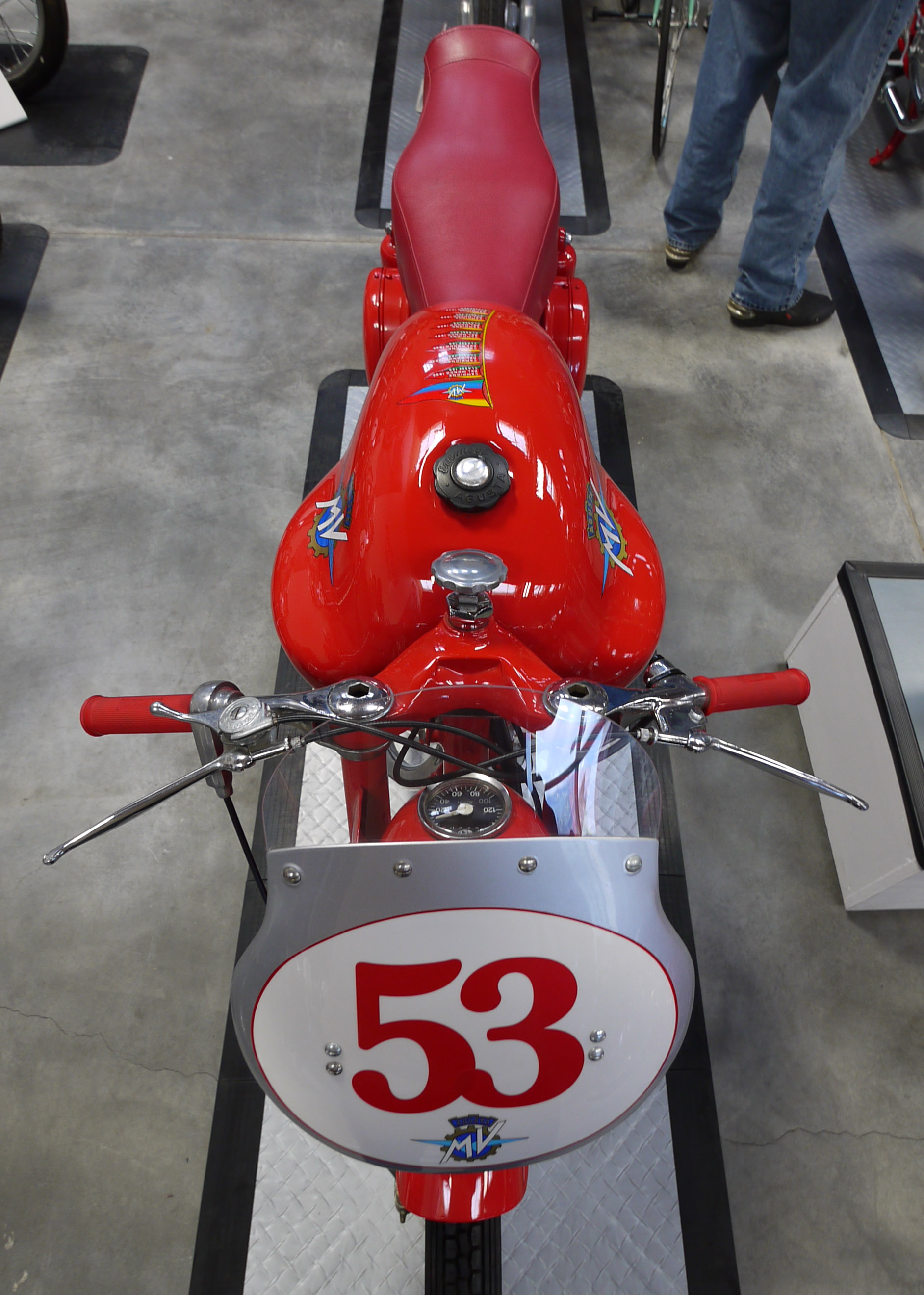
Disco Volante
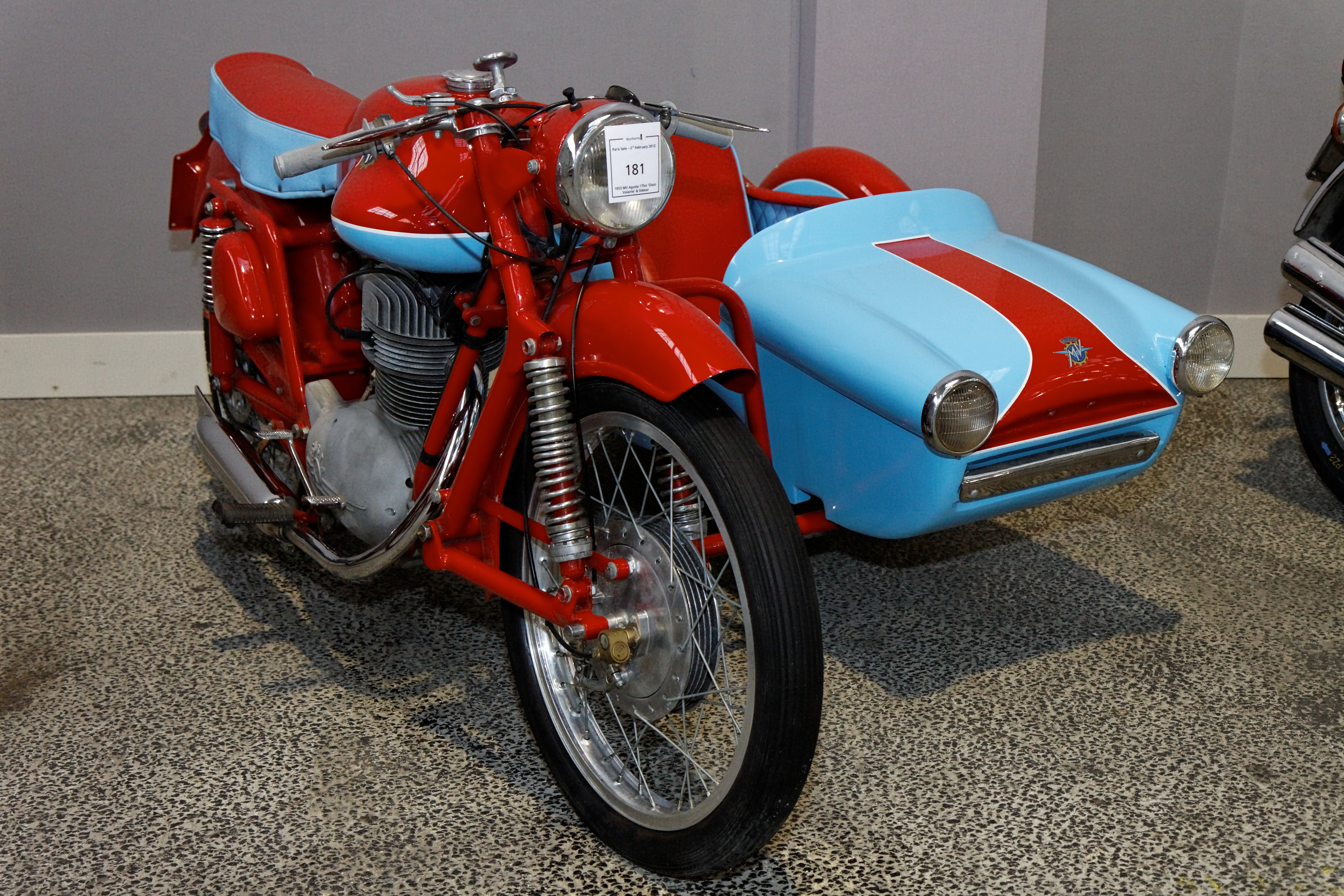
Disco Volante mit Earles-Gabel und Beiwagen
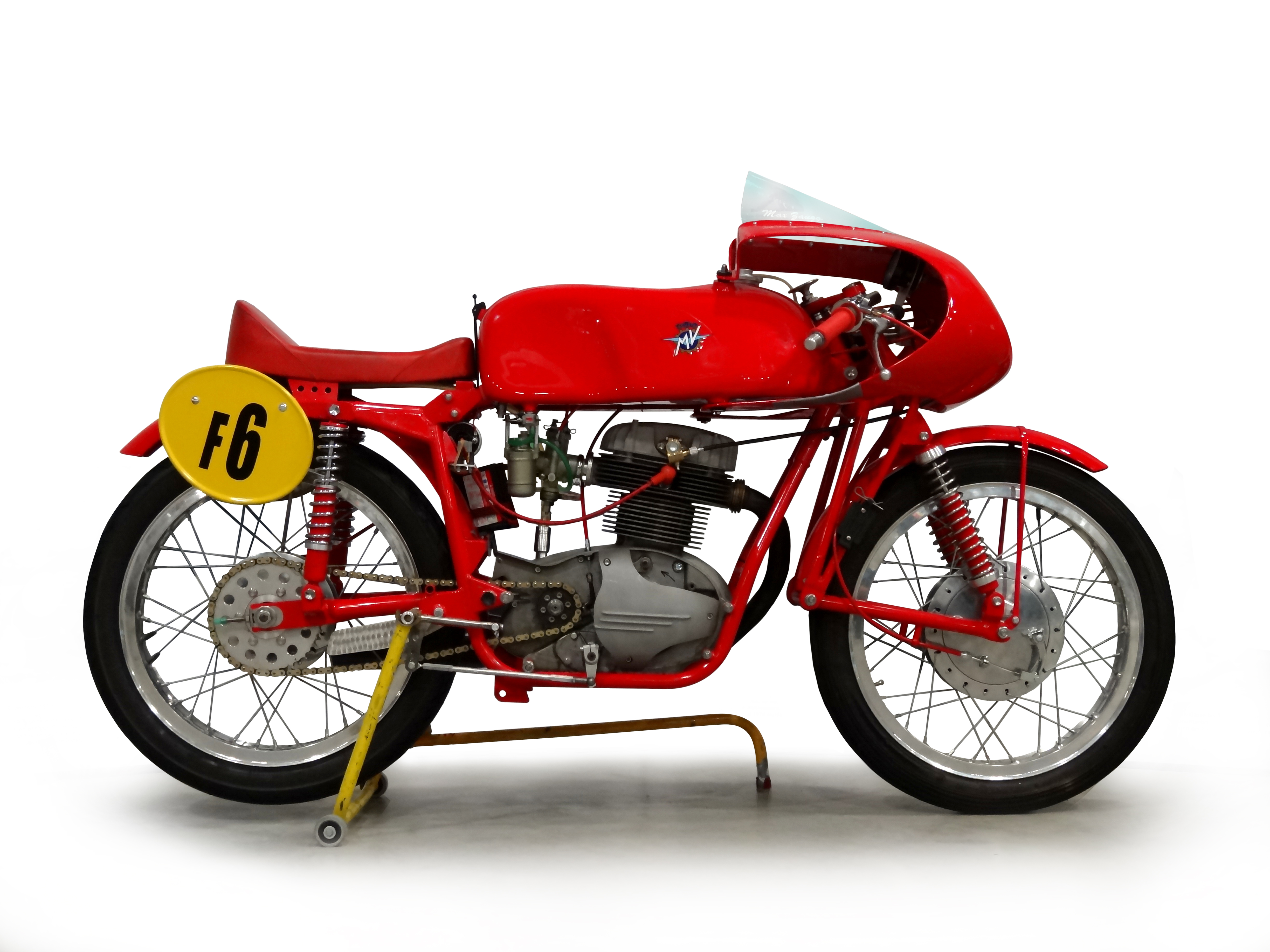
Die reine Rennversion der Squalo mit Verkleidung und Sportanlage
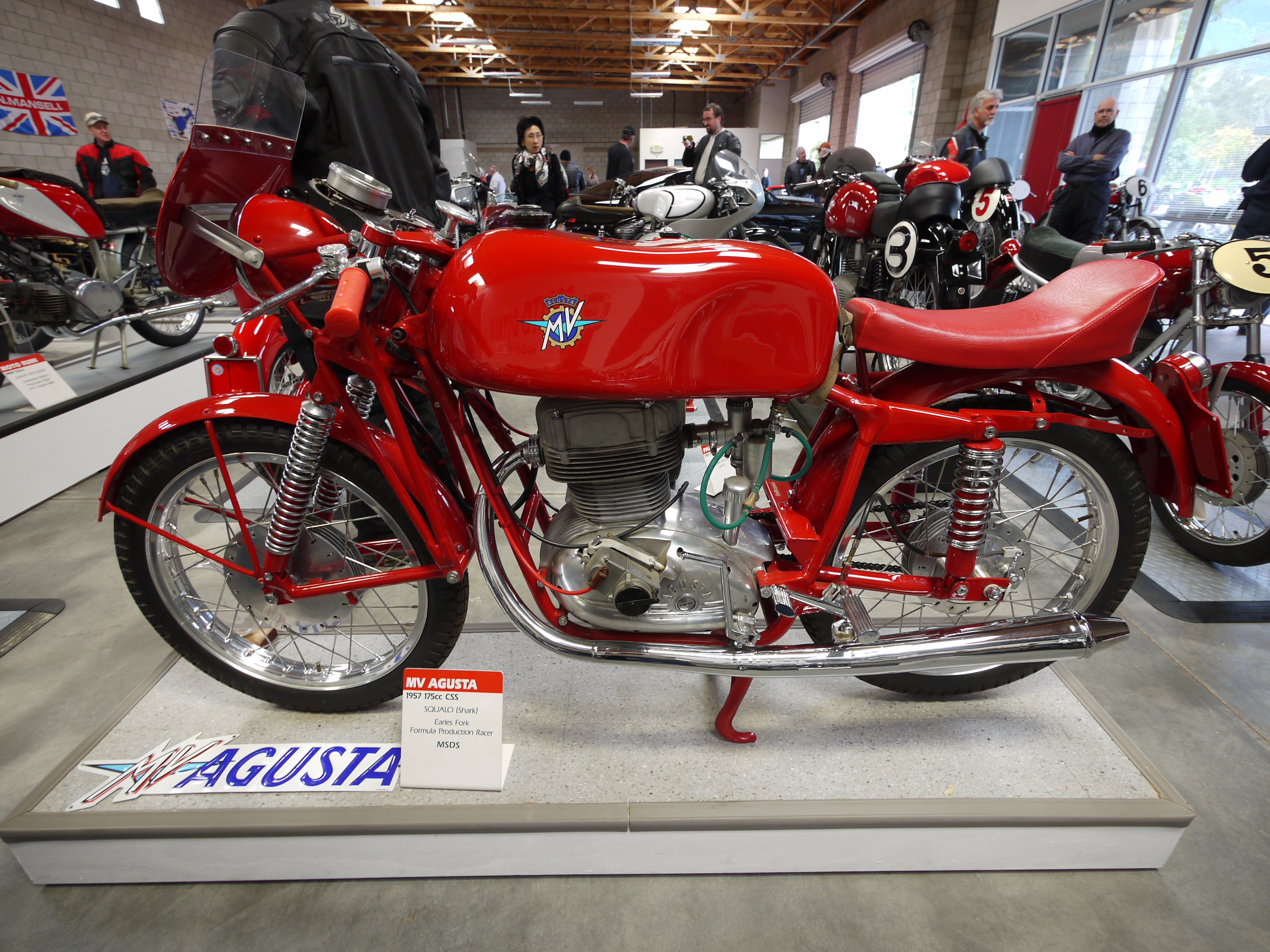
Die käufliche Version der Squalo mit Scheinwerfer und Schalldämpfer
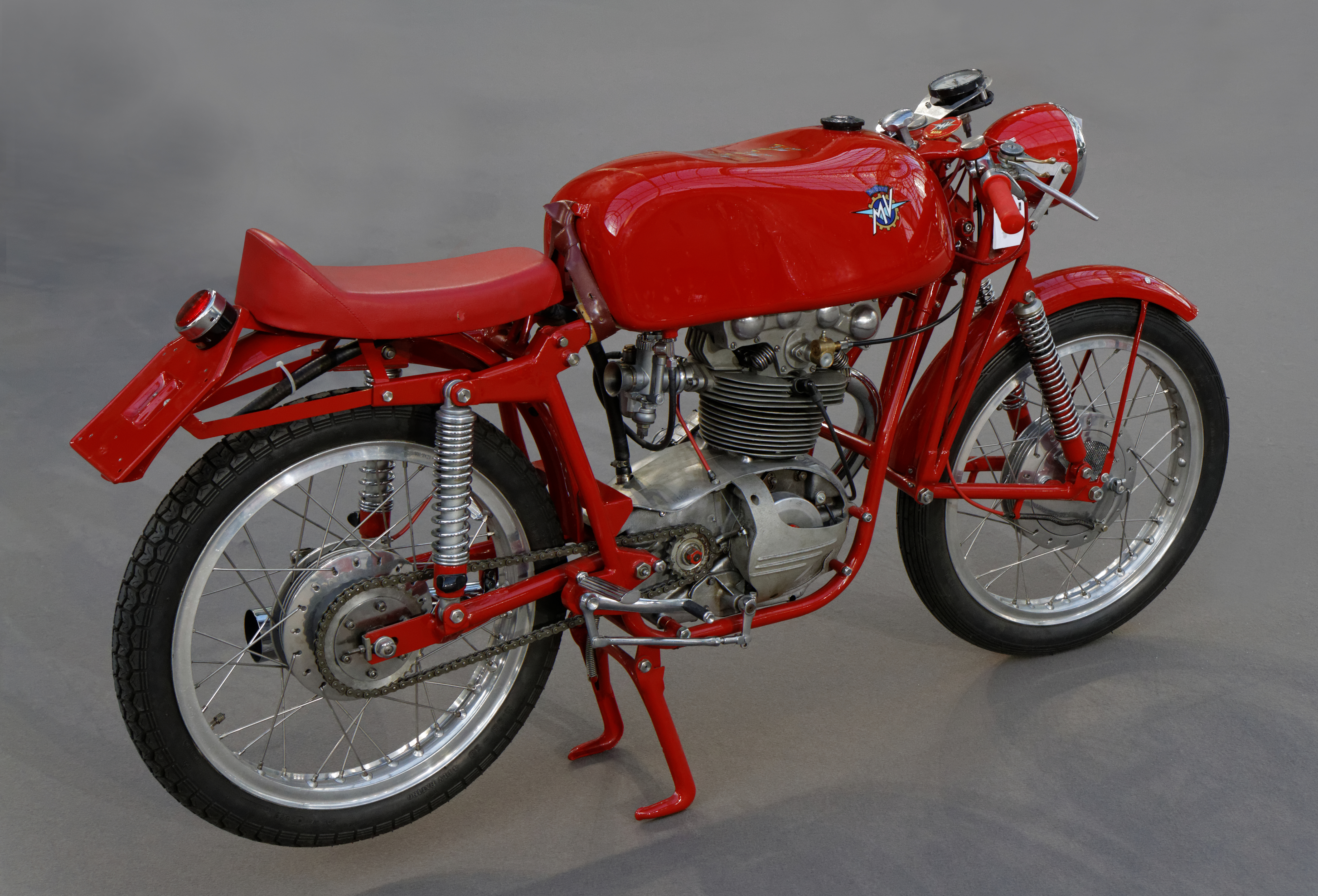
Eine seltene Variante: der CSS-Motor (eig. SOHC) mit einem Bialbero-Kopf
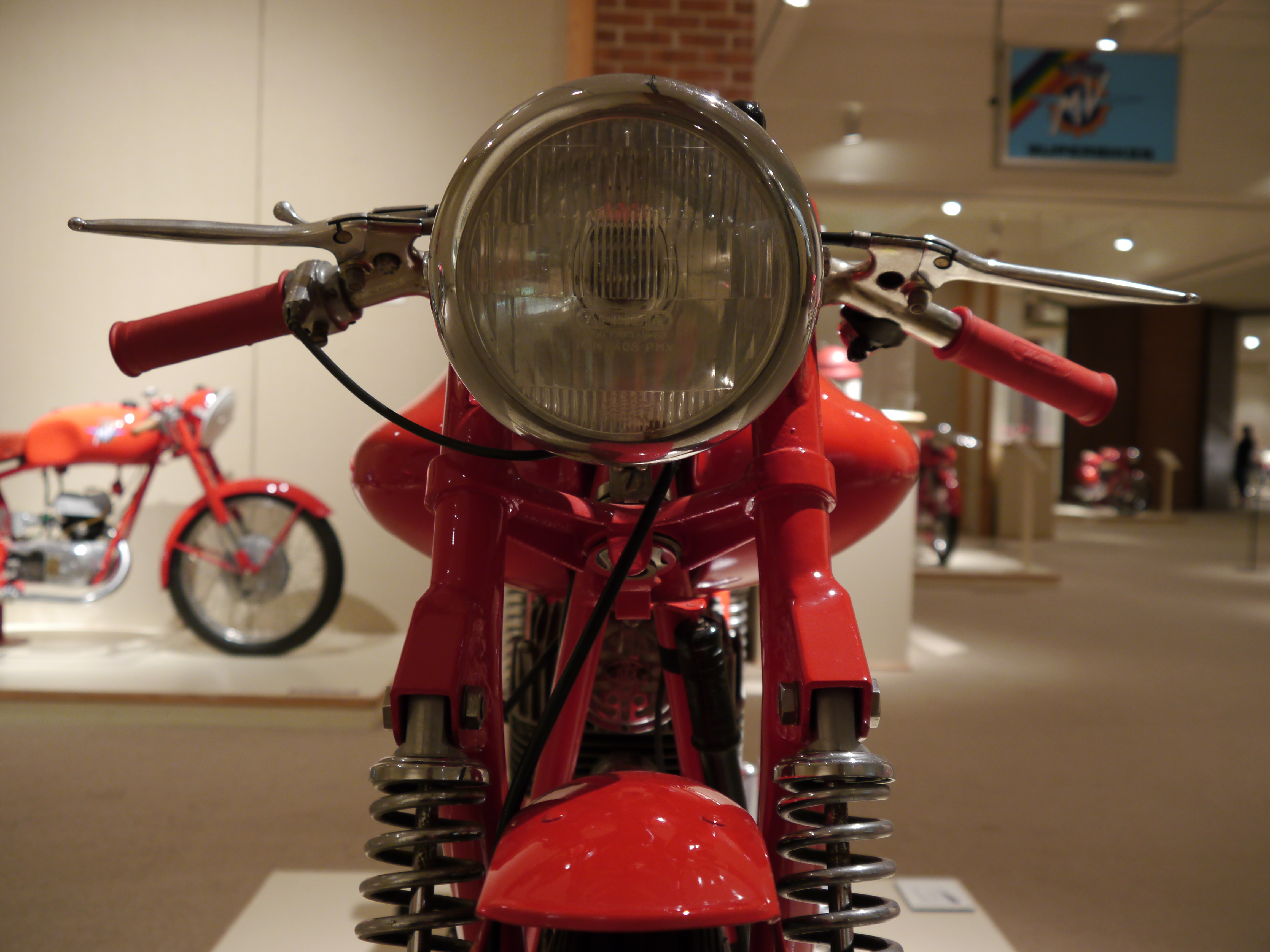
Aus diesem Blickwinkel wird der Ursprung der Bezeichnung „Fliegende Untertasse“ besonders deutlich